# 아드리앵마리 르장드르
아드리앵마리 르장드르(프랑스어: Adrien-Marie Legendre, 프랑스어 발음: [adʁijɛ̃ maʁi ləʒɑ̃dʁ], 1752년 9월 18일~1833년 1월 10일)는 프랑스의 수학자이다. 정역학, 수론, 추상대수학 해석학 분야에서 중요한 공헌을 했다.

## 생애
1752년 9월 18일 파리의 부유한 가정에서 태어났다. 파리 대학교 콜레주 데 카트르나시옹(프랑스어: Collège des Quatre-Nations)을 1770년에 졸업하였다.
1775년~1780년 동안 파리 사관 학교(프랑스어: École Militaire 에콜 밀리테르[*])에서 가르쳤다. 1789년에는 왕립 학회의 외국인 회원이 되었다.
1793년에 프랑스 혁명으로 인하여 재산을 몰수당했다. 같은 해에 마르게리트클로딘 쿠앵(프랑스어: Marguerite-Claudine Couhin)과 결혼하여 빈곤을 면할 수 있었다. 1795년에 에콜 노르말 쉬페리외르의 교수가 되었다.
1831년에 레지옹 도뇌르 훈장을 수여받았다. 몇 년 동안 병을 앓다가 1833년 1월 10일 파리에서 사망하였다.
르장드르는 1889년에 에펠탑에 새겨진 72인의 프랑스 수학자·과학자·공학자 가운데 하나로 선정되었다. 르장드르의 이름은 에펠탑 남서쪽 면에 오른쪽에서 두 번째로 새겨졌다.

## 업적
르장드르는 과학 전반적으로 기초가 되는 연구를 했으며, 다른 과학자들의 연구에 바탕이 되었다. 다항식의 근을 찾으려고 한 노력은 갈루아 이론의 바탕이 되었으며, 아벨의 타원함수 이론은 르장드르의 연구자료를 바탕으로 한 것이다. 통계학과 수론에 대한 가우스 이론은 르장드르의 연구를 바탕으로 해 다듬은 것이다. 이외에도 르장드르는 최소제곱법을 개발했으며, 이는 신호처리나, 통계, 연구 데이터에서 곡선을 뽑아내는 데에 쓰인다.
1828년의 페터 구스타프 르죈 디리클레와 거의 동시에 1830년에 n = 5의 경우일 때의 페르마의 마지막 정리를 증명했다.
물리학에서 르장드르는 르장드르 변환으로도 유명한데, 이는 라그랑지언을 해밀토니언으로 변환해서 풀 때 쓰이며, 열역학에서는 엔탈피에 르장드르 변환을 적용하면 헬름홀츠 자유 에너지와 기브스 자유 에너지를 얻을 수 있다. 더불어, 극좌표계에서 미분방정식을 풀 때 자주 나오는 르장드르 다항식은 물리, 전자 공학 등에서 자주 응용된다.

## 같이 보기
- 르장드르 연관 함수
- 르장드르 상수
- 타원 적분
- 르장드르 기호
- 르장드르의 구면삼각형 정리
- 사케리-르장드르 정리
- 최소제곱법

## 참고 문헌
- Duren, Peter (2009년 12월). “Changing faces: the mistaken portrait of Legendre” (PDF). 《Notices of the American Mathematical Society》 (영어) 56 (11): 1440–1443.